# Tony Tave
Tony Tave, född 23 mars 1987 i Lake Forest, Kalifornien, är en professionell skateboardåkare.
Tave har sponsrats av bland andra Circa, Element skateboards, Venture och Spitfire.
2009 lämnade Tave Element Skateboards och gick till Neff.
2010 tog Tave bronsmedalj i X Games.